# أونجنيو
أونجنيو (웅녀 / 熊女) ،المفردات الصينية الكورية «لدب امرأة» كان دب أصبح امرأة. وتم تصويرها بشكل بارز في أسطورة الخلق لكوريا.